# Madalena, Açores
Madalena là một huyện thuộc Vùng tự trị Açores, Bồ Đào Nha. Huyện này có diện tích 147 km², dân số thời điểm năm 2001 là 6136 người.